# Gwynn ap Gwilym
Gwynn ap Gwilym (1955 – 31 de julio de 2016) fue un poeta, novelista, editor y traductor galés.

## Biografía
Era aborigen de Bangor y creció en Machynlleth, Gwynedd, noroeste de Gales. Fue educado en la Universidad de Aberystwyth, Universidad College Galway y en Wycliffe Hall, Oxford, obteniendo un MA.  Fue profesor de hebreo y d estudios del Antiguo Testamento en el Colegio Teológico Unido en Aberystwyth.
Fue un clérigo anglicano, y también docente en la Universidad de Gales, Aberystwyth. Fue párroco rector en el Alto Valle de Dyfi (iglesias de: Mallwyd, Cemaes Bay, Llanymawddwy, Darowen y Llanbrynmair). Fue conferencista, a tiempo parcial, en la antigua Colegio Teológico Unido de Aberystwyth.
En 1983, ganó el premio del Consejo de las Artes de Gales por su libro de poemas, "Grassholm", y en 1986 fue un poeta con asiento en el Eisteddfod Nacional en Fishguard por su oda "The Cloud" ("La Nube").
Gwilym falleció el 31 de julio de 2016, de cáncer.

## Obra
- 1979. Eisteddfota, C. Davis, ISBN 9780715405314

- 1983. Gwales, Gwasg Gwynedd, ISBN 978-0-00-017206-8

- 1995. Emynau Cymru. Con Ifor Ap Gwilym. Publicó Dufour, 204 p. ISBN 0862433622, ISBN 9780862433628

- 1997. Yr Ymyl Aur. Ed. Gwasg Gwynedd, 46 p. ISBN 0860741400, ISBN 9780860741404

- 2002. Dydd Oedd a Diwedd Iddo. eD. Gomer Press, 151 p. ISBN 1843230925, ISBN 9781843230922

- 2002. Cyfres o Esboniadau: Llyfr Deuteronomium

- 2007. New Testament for AS Students. Ed. Roger J. Owen, Ed. ilustrada de UWIC Press, 78 p. ISBN 1905617178, ISBN 9781905617173

### Editor
- Blodeugerdd o farddoniaeth Gymraeg yr ugeinfed ganrif, editors Gwynn ap Gwilym, Alan Llwyd, Gomer, 1987, ISBN 978-0-86383-349-6